# Craterocephalus marianae
Craterocephalus marianae és una espècie de peix pertanyent a la família dels aterínids.

## Descripció
- Pot arribar a fer 7,5 cm de llargària màxima.[5][6]

## Reproducció
El període de màxima activitat reproductora té lloc a principis de l'estació humida.

## Alimentació
Menja algues, microcrustacis, insectes aquàtics i detritus.

## Hàbitat
És un peix d'aigua dolça, bentopelàgic i de clima tropical (12°S-14°S).

## Distribució geogràfica
Es troba a la Terra d'Arnhem (el Territori del Nord, Austràlia).

## Observacions
És inofensiu per als humans.